# 塘肚村
塘肚村，位於香港沙頭角，是該地「十約」村落之一，為客家雜姓村，分塘肚舊村、塘肚坪村及塘肚山村。村民主要姓丘、張及簡。丘氏於清順治2年（1645年）由福建寧化大白遷來，而張氏及簡氏則分別於道光15年（1835年）及宣統元年（1909年）從沙頭角鹽灶下村及香港遷來。

## 村內建築
- 小水壩，作引導水源之用；
- 石屎小橋一座，橋旁奉祀有橋頭伯公。[1]